# ゴリアテの首を持つダヴィデ (カラヴァッジョ、ボルゲーゼ美術館)
『ゴリアテの首を持つダヴィデ』（ゴリアテのくびをもつダヴィデ、伊: David con la testa di Golia、英: David with the Head of Goliath）は、イタリア・バロック期の巨匠カラヴァッジョがキャンバス上に油彩で制作した絵画である。『旧約聖書』の「サムエル記上」(13-17章ほか) に記述されるダヴィデの逸話を主題としている。1606年にカラヴァッジョがローマでラヌッチョ・トマッソーニ (Ranuccio Tomassoni) を殺害した後、2度目に滞在したナポリで、おそらく1609-1610年に描かれたが、制作年に加え、解釈についても絶えず議論の対象となってきた作品である。1902年にイタリア政府により購入され、現在、ローマのボルゲーゼ美術館に所蔵されている。なお、本作については7点の複製が知られている。

## 作品
『サムエル記上』には、竪琴の名手であっただけでなく勇敢な戦士でもあったダヴィデについて記述されている。ある時、ダヴィデはペリシテ人との戦いで、身の丈3メートルもの大男ゴリアテを投石の一撃だけで打ち倒す。ダヴィデは即死したゴリアテの剣を取り、彼の首を切り落とした。

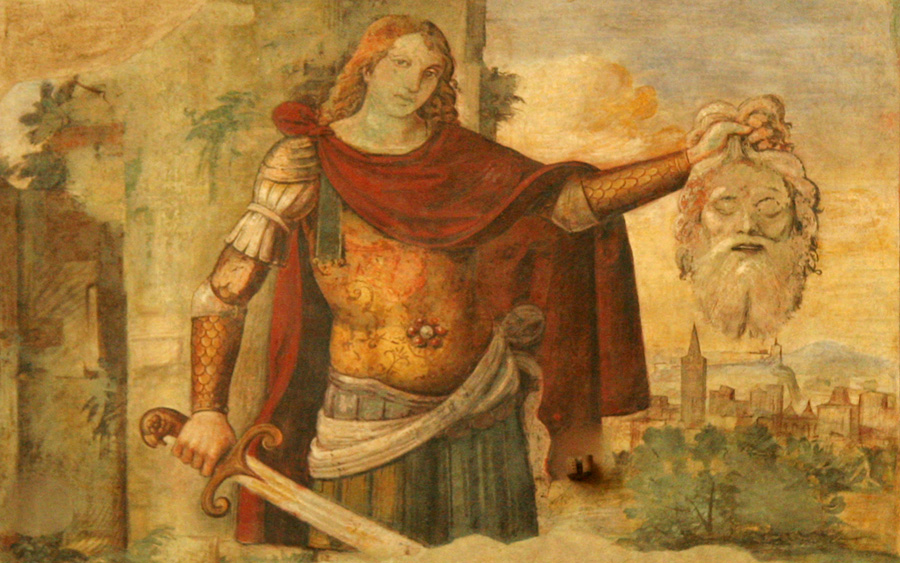
ジョルジョーネ『ゴリアテの首を持つダヴィデ』(1595年ごろ)、サンタ・マリア・アッスンタ教会、モンタニャーナ

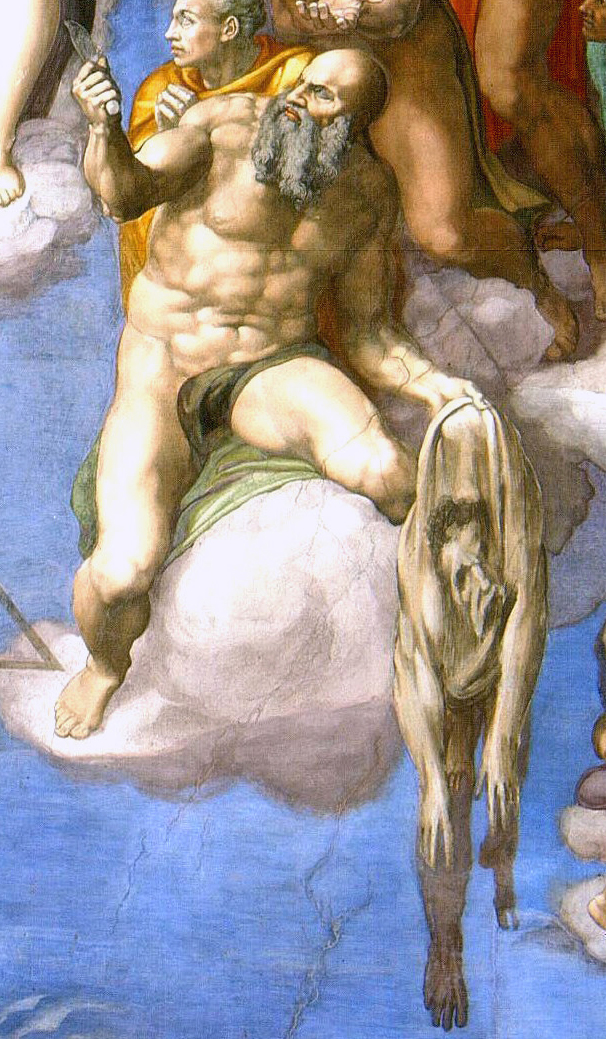
ミケランジェロ『最後の審判 』 (システィーナ礼拝堂、ヴァチカン宮殿) 中の聖バルトロマイが持つミケランジェロの身体の皮

この主題の選択は、ほぼ間違いなくカラヴァッジョ自身によるものであった。しかし、画面の英雄ダヴィデは勝利を表す仕草をしておらず、切断されたゴリアテの頭部を見つつめつ、むしろ悲し気な鬱的表情をしている。血の滴るゴリアテの顔は、カラヴァッジョ自身の最後の自画像である。カラヴァッジョがローマでデビューしたころに比較された16世紀ヴェネツィア派の画家ジョルジョーネは、やはりダヴィデとゴリアテの絵画に自画像を描きこんでいるが、本作はそうした伝統を適用したものであろう。また、自分自身を自虐的に表現するという発想は、ミケランジェロのフレスコ画『最後の審判』 (システィーナ礼拝堂、ヴァチカン宮殿) に描かれたミケランジェロの自画像を想起させる。
暗色の背景の中で、ダヴィデが持つ剣の刃には文字が記されている。これは「H.AS O S」のように読めるが、近年の研究では「MACF」であり、「M[ichaeli] A[ngeli] C[aravaggio] O[pus] (ミケル・アンジェロ・カラヴァッジョ・オプス)」 (カラヴァッジョ作) という署名であると解釈されている。

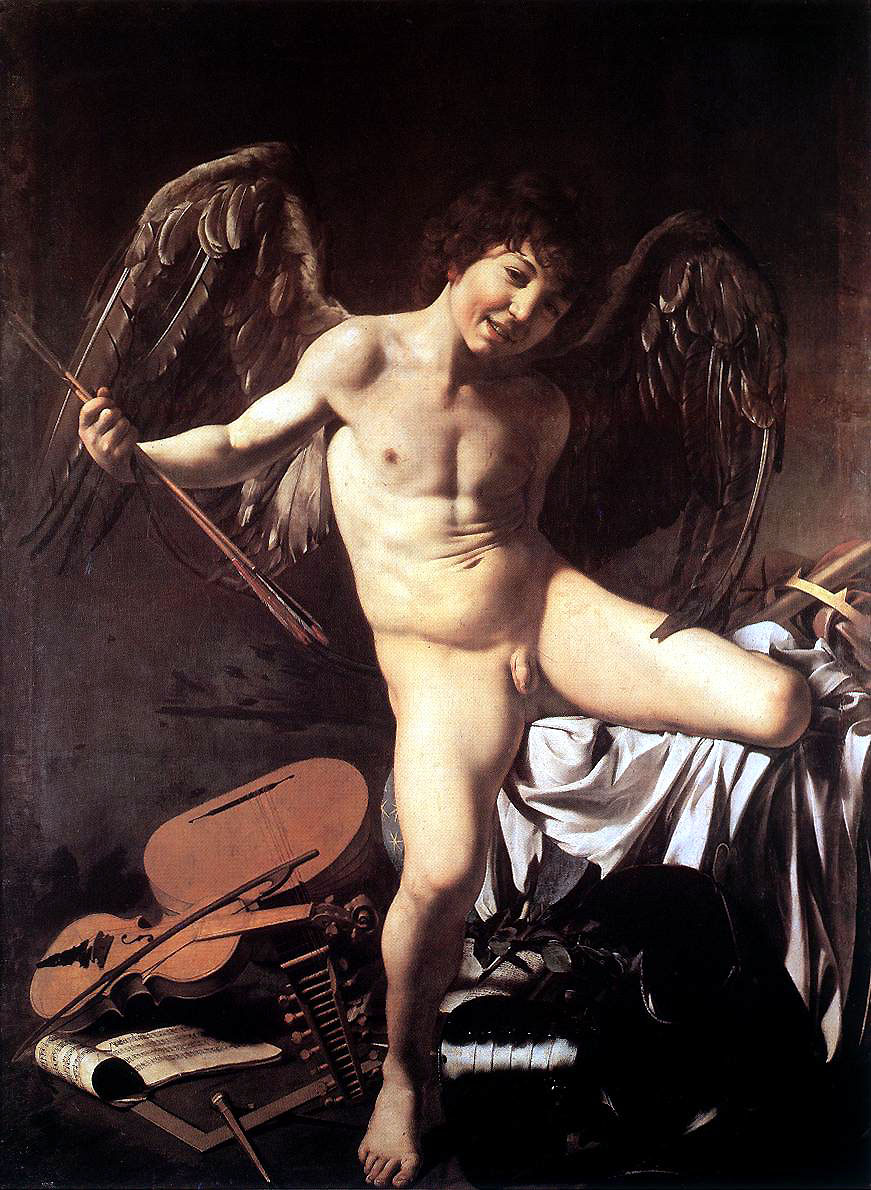
カラヴァッジョ『愛の勝利』(1595年ごろ)、絵画館 (ベルリン)

この作品は、1613年までに間違いなくローマにもたらされたことがわかっている。同年のシピオーネ・ボルゲーゼ枢機卿による絵画の額縁に対する支払いに関して、「ゴリアテの首を持つダヴィデの絵画」と記録されているのである。一方、ヤコモ・マニッリ (Iacomo Manilli) という人物は、本作に関する1650年の著作の中で、カラヴァッジョはゴリアテの顔に「自分自身を描くことを望んだ」と述べており、さらにダヴィデの顔にも「カラヴァッジーノ (小カラヴァッジョ)」であると伝えている。「カラヴァッジーノ」は若いころのカラヴァッジョの自画像であるとする意見があるが、ダヴィデのモデルはカラヴァッジョの愛人で、カラヴァッジョの『愛の勝利』 (ベルリン絵画館) などのモデルを務めたチェッコ・デル・カラヴァッジョであるとする意見もある。たしかに、本作のダヴィデは彼が成長した姿にも見え、カラヴァッジョはナポリに彼を伴ったと考える研究者もいる。
1985年に、研究者のマウリツィオ・カルヴェージ (Maurizio Calvesi) は、カラヴァッジョが自身によるラヌッチョ・トマッソーニの殺人に対してパウルス5世 (ローマ教皇) の恩赦を得るためにこの作品を描いたと提唱した。カルヴェージは、カラヴァッジョ (ゴリアテ) の処刑を描いた本作が1609年末に描かれたと仮定し、教皇の甥シピオーネ・ボルゲーゼ枢機卿から教皇に贈られた作品であると見なしたのである。この仮定によれば、主題はカラヴァッジョの暗い心理を投影したもので、彼はゴリアテとして、そしてダヴィデとして2度自画像を描いているということになる。言い換えるなら、ダヴィデとしてのカラヴァッジョは罰を与える道徳を表し、罪人のゴリアテとしてのカラヴァッジョは罰を求めているのである。この解釈は、いまだに最も広く受け入れられている。
しかし、疑問が存在する。本作はカラヴァッジョが生前にシピオーネ・ボルゲーゼ枢機卿に贈ったものだとしても、カラヴァッジョの死後の1610年にナポリにあったのである。なぜ、ローマに送られなかったかのであろうか。カラヴァッジョが最後にローマに帰ろうとしてナポリを発った時に携行していた絵画が3点知られているが、この絵画はその中に入っていない。単にリストから漏れただけで、実際には携行していたのであろうか。
なお、ゴリアテの額の傷はダヴィデの投石の跡であるが、これも顔面を負傷したカラヴァッジョの傷を表すという見方がある。いずれにしても、晩年の画家の焦燥や苦悩が表出したような恐るべき自画像であり、カラヴァッジョの最後の作品は特定されていないものの、「呪われた画家」の絶筆として本作以上にふさわしいイメージはない。